# Albert Reich (Maler)

Elisabeth und Albert Reich (1912)

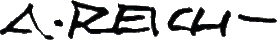
Unterschrift

Albert Reich (* 14. Januar 1881 in Neumarkt in der Oberpfalz; † 12. April 1942 in München) war ein deutscher Maler, Grafiker, Zeichner und Illustrator.

## Leben
Albert Reich, Sohn eines Schuhmachers, absolvierte ab 1898 an der Kunstgewerbeschule in Nürnberg die Ausbildung zum Dekorationsmaler. Für 1901/1902 erhielt er ein Stipendium der Maximiliansstiftung in Höhe von 360 Mark. Anschließend immatrikulierte er sich am 30. Oktober 1902 an der Kgl. Akademie der Bildenden Künste in München. Dort waren Johann Caspar Herterich, Heinrich von Zügel und Peter von Halm seine Lehrer.
Über Von Herterich bekam er wieder Kontakt zu Kallmünz in seiner oberpfälzischen Heimat. Ab 1907 bis zu seinem Tode war er für die im Kallmünzer Laßleben Verlag erscheinende Heimatzeitschrift Die Oberpfalz als Illustrator tätig. 1911 übernahm er die Freilichtschule von Melchior Kern, die er bis zum Beginn des Ersten Weltkriegs leitete. Seine früheren Bilder bildeten das ländliche Leben ab. Am 31. Mai 1912 heiratete er in Scharbow seine Malschülerin Elisabeth „Lisbeth“ Anna Karla Martha, geborene Sellschopp (∗ 24. Juli 1884 in Lexow, † 9. Januar 1958 in München). Aus der Ehe gingen vier Töchter hervor. Lisbeth Reich arbeitete auch an einem Teil seiner Bücher mit.

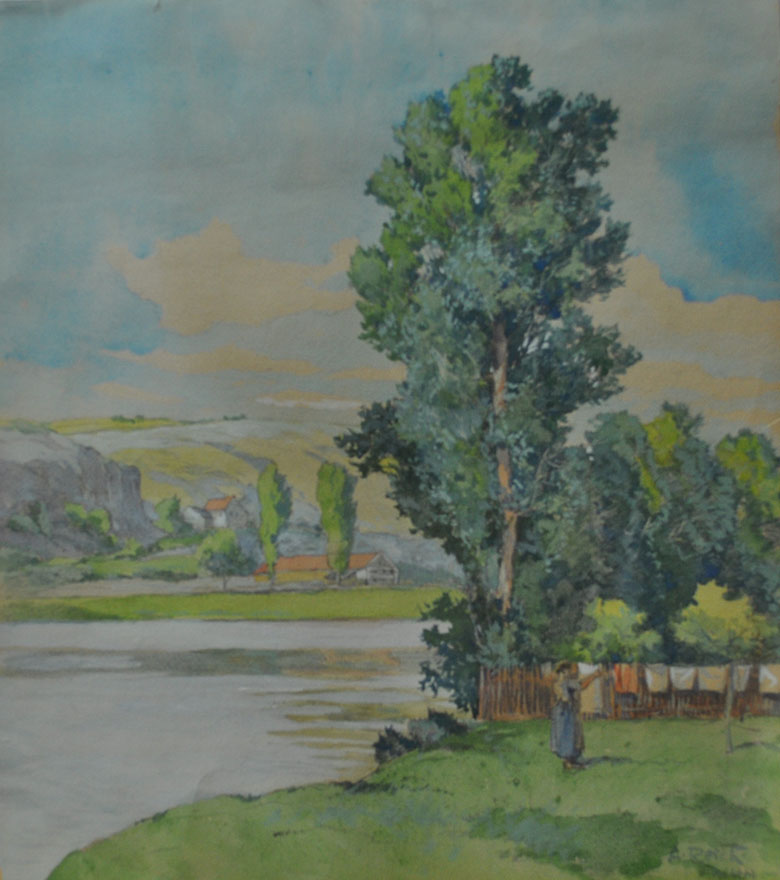
Der Brey-Garten in Kallmünz (Aquarell; 1912)
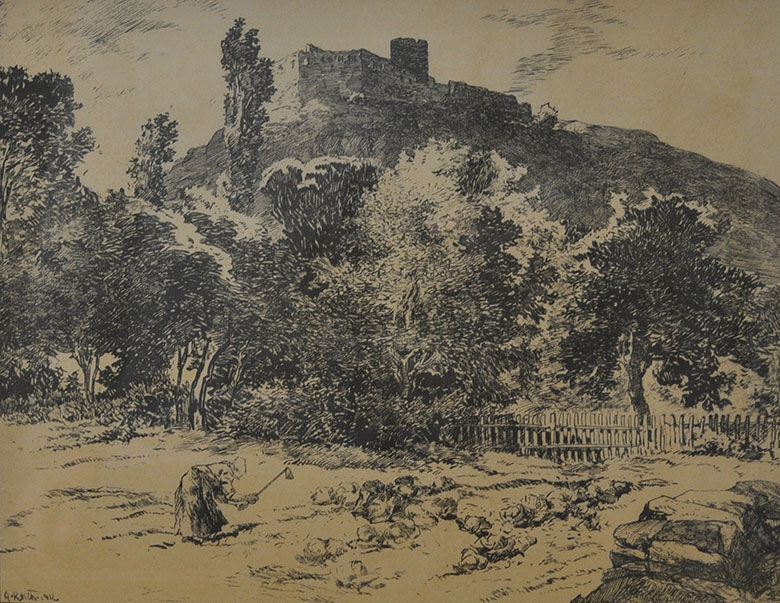
Bäuerin im Garten in Kallmünz (Zeichnung)
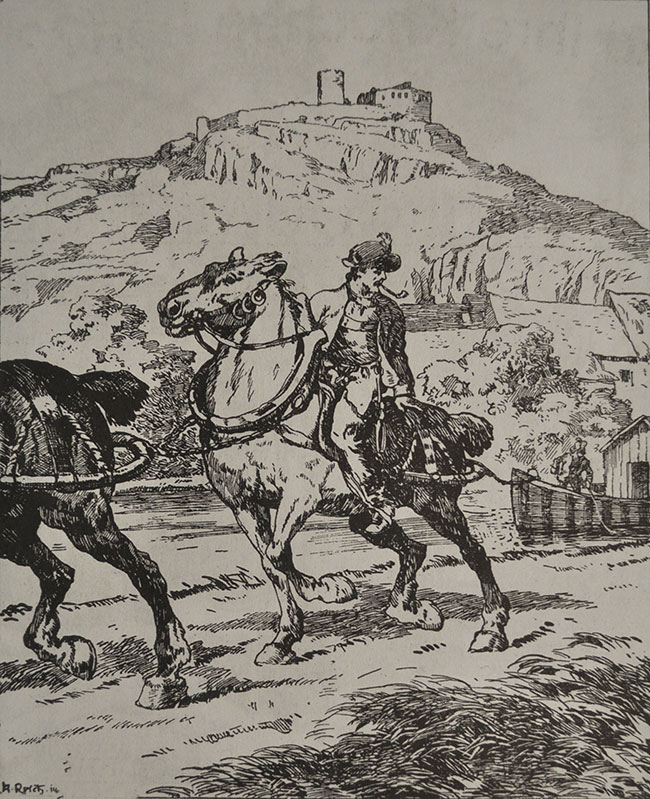
Schiffsschlepper an der Vils bei Kallmünz (Zeichnung)
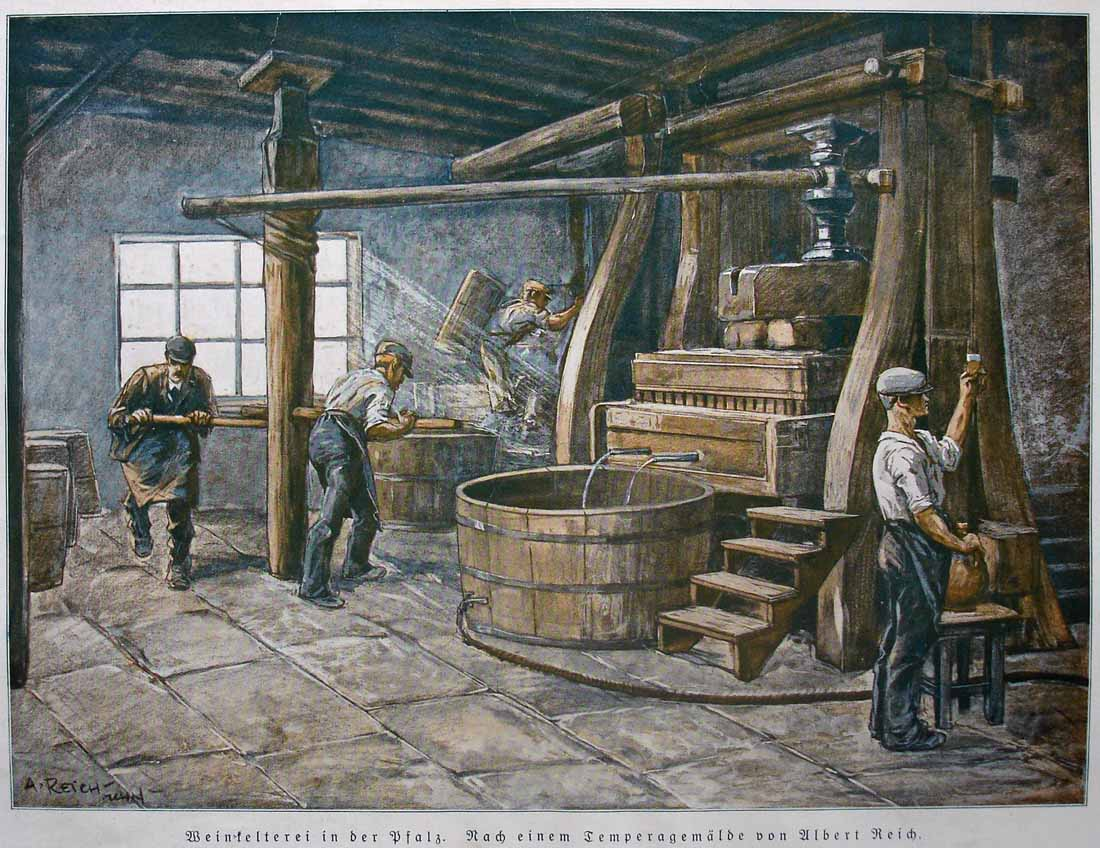
Weinkelterei in der Pfalz (Gemäldereproduktion von 1924)
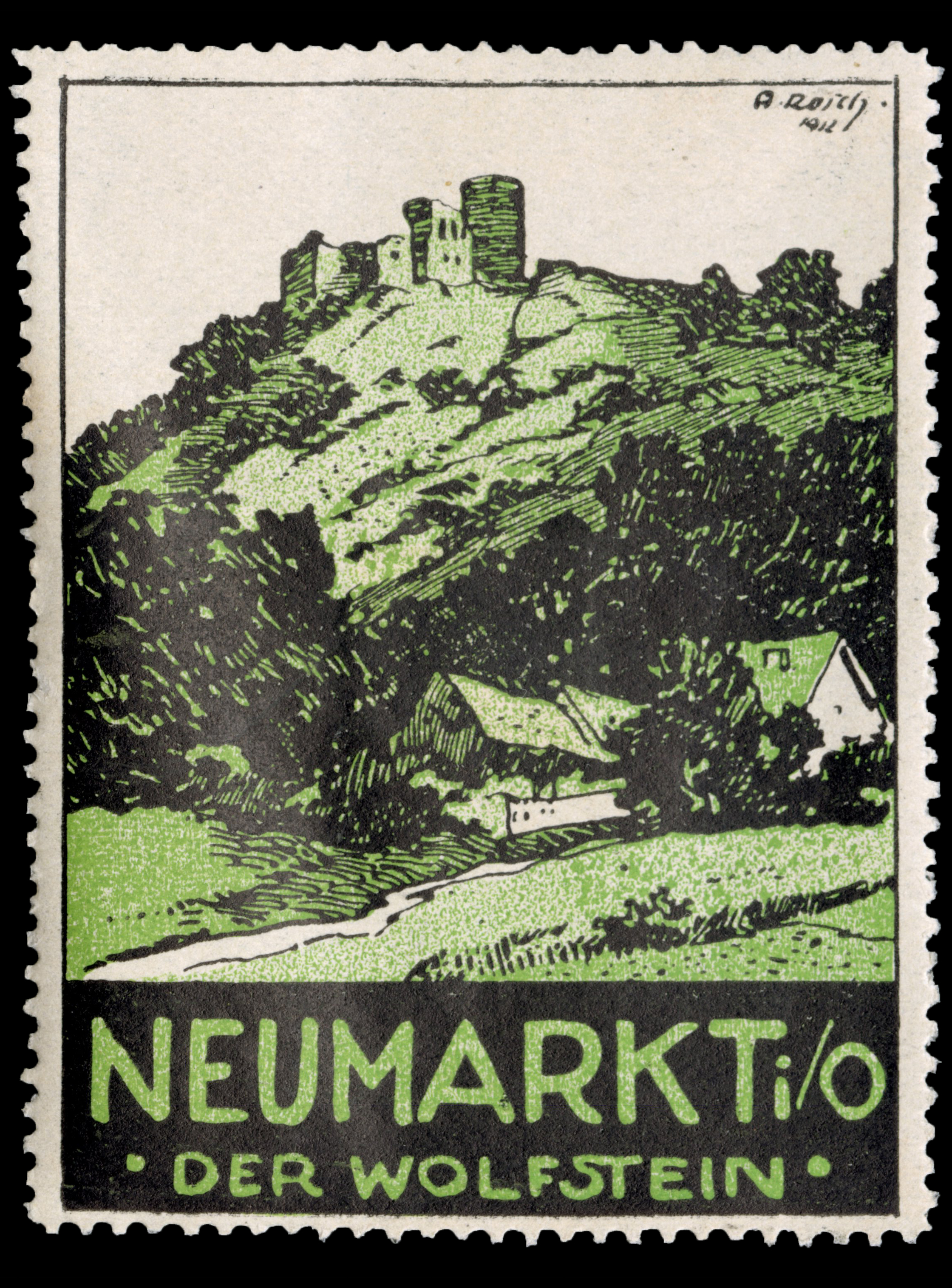
Burgruine Wolfstein (Reklamemarke von 1912)

### Erster Weltkrieg und Nachkriegsjahre
Im Krieg illustrierte Reich als Kriegsmaler des Deutschen Alpenkorps seine Kriegstagebücher, die den Kriegseinsatz romantisierend und heroisierend darstellen. Für die Pfarrkirche Mariä Opferung in Duggendorf entwarf er 1920 ein Kriegerdenkmal für den Ersten Weltkrieg zusammen mit Theodor Strasser, 1922/23 gestaltete er für den Kallmünzer Marktplatz ein weiteres Kriegerdenkmal. An gleicher Stelle stand bis 1912 das Mesnerhaus. Die Deckenmalerei führte er ohne finanzielle Vergütung aus. Die bauliche Ausführung des Entwurfs erfolgte durch den Kallmünzer Georg Hauser (1892–1968).

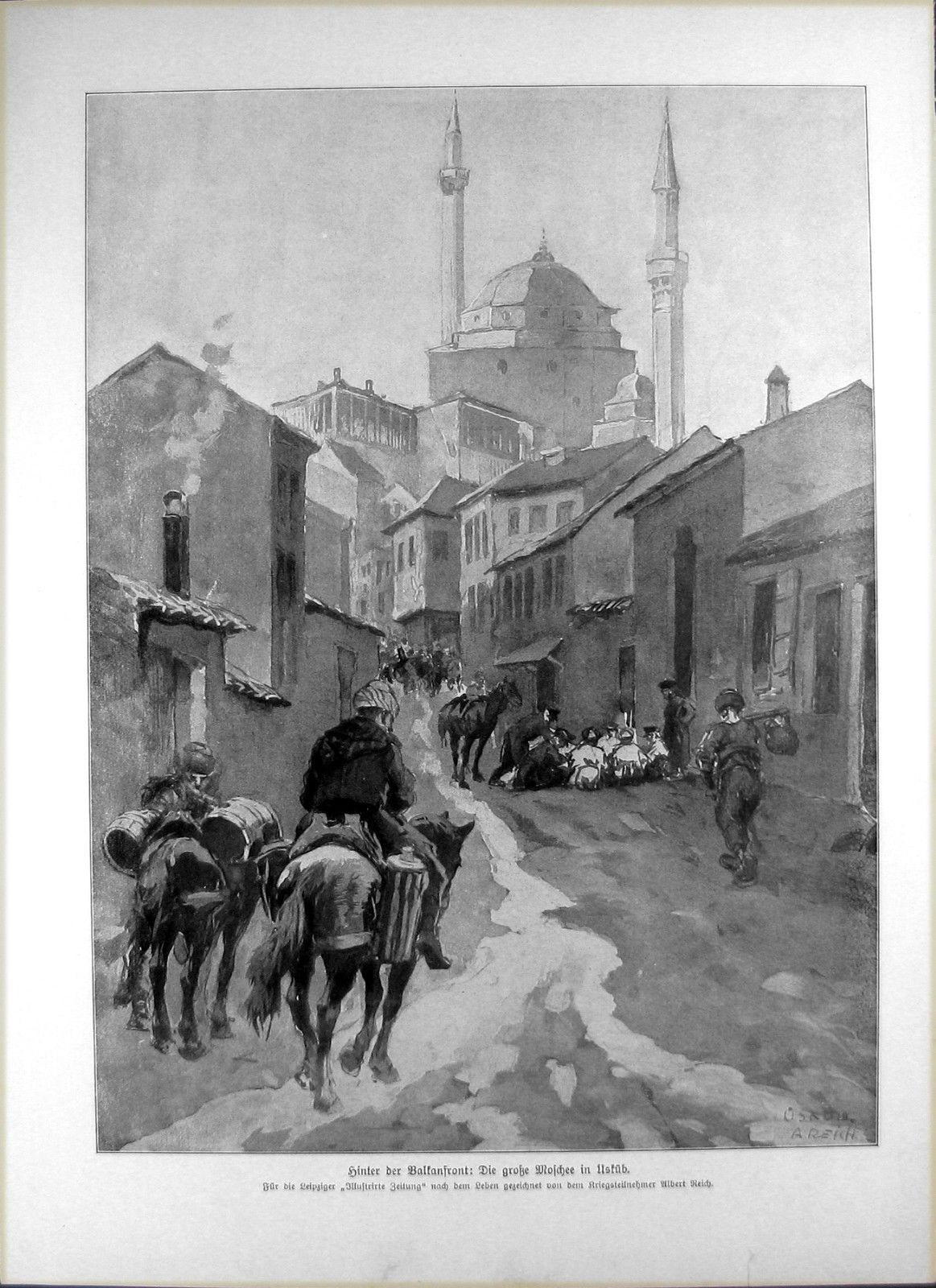
Die große Moschee in Üsküb (Zeichnung in der Leipziger Volkszeitung, 1916)
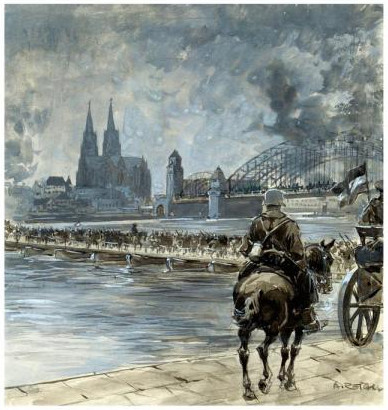
Im Felde unbesiegt (1918)
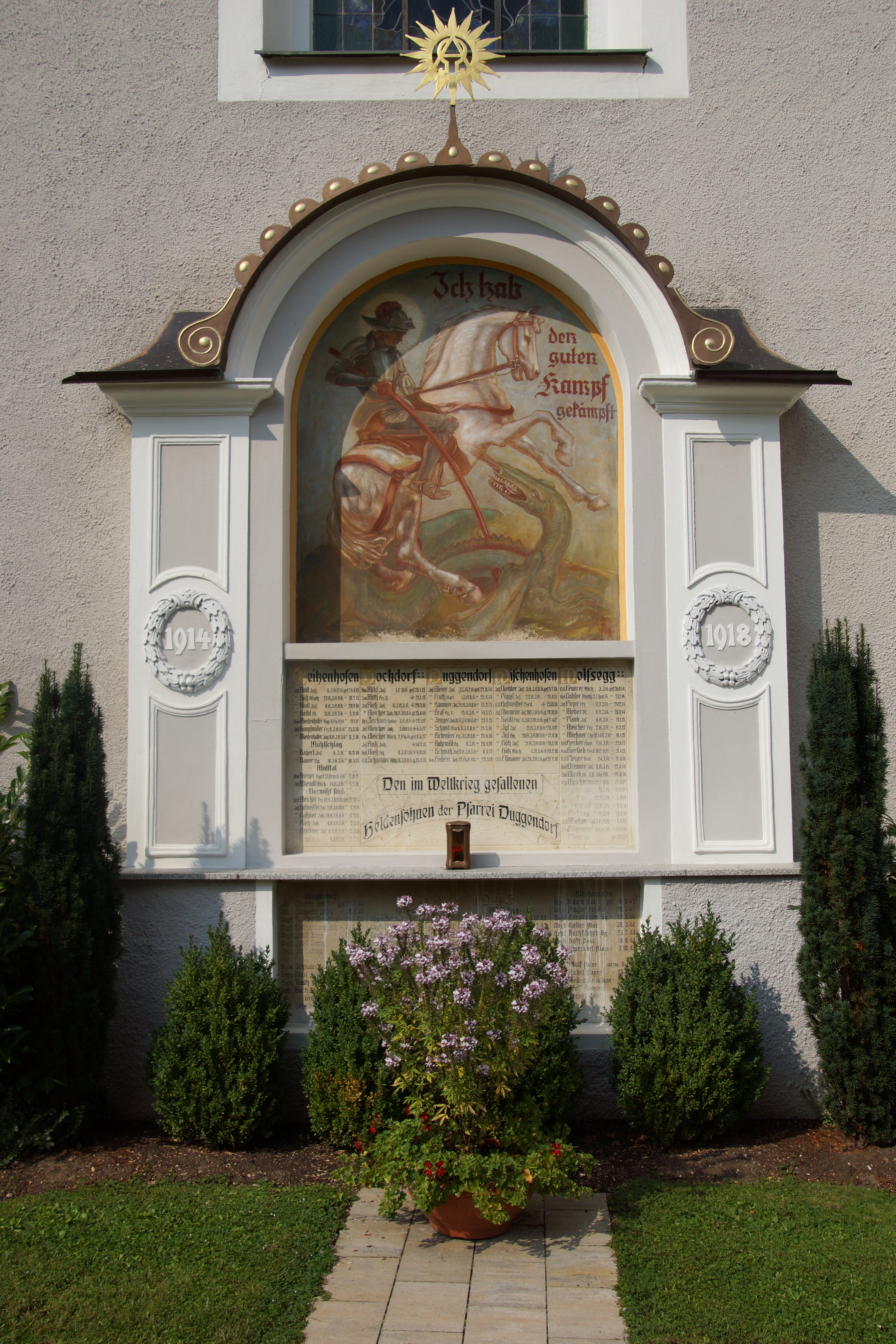
Kriegerdenkmal an der Pfarrkirche Mariä Opferung in Duggendorf (1920)
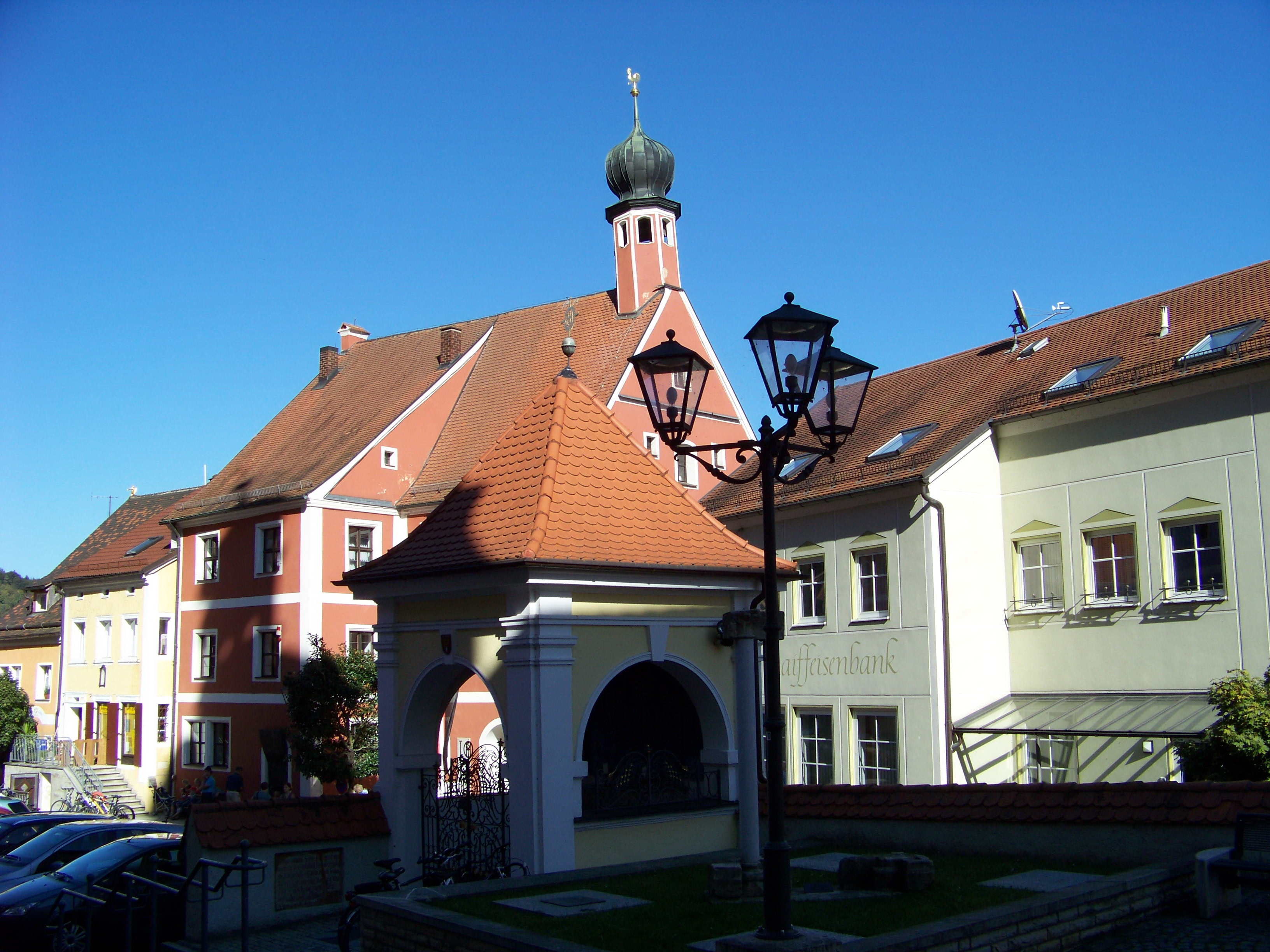
Kriegerdenkmal am Marktplatz in Kallmünz (1922/1923)

### Zeit des Nationalsozialismus
Reich war ein Nationalsozialist der ersten Stunde. Mit dem befreundeten Dietrich Eckart fertigte er Umschlagentwürfe für die Erstausgabe von Adolf Hitlers politisch-ideologischer Programmschrift Mein Kampf an. 1930 gründete er im Münchener Stadtteil Harlaching eine NSDAP-Ortsgruppe und widmete sich dann auch künstlerisch der NS-Bewegung. Spätestens seit der Machtübernahme Hitlers 1933 ist in seinen Bildern die militaristisch-propagandistische Zielsetzung zu erkennen. Im Völkischen Beobachter wurde Reich, der auch mit Christian Weber befreundet war, als der „wohl […] erste bildende Künstler, [der] mit Zeichenstift und Pinsel zum Propagandisten des aufstrebenden Nationalsozialismus wurde“ erwähnt. Im Rahmen der aufwändigen Inszenierung des 125. Münchener-Oktoberfest-Jubiläums im Jahr 1935 mit großem Jubiläumsumzug unter dem Motto „Stolze Stadt – Fröhlich Land“ wurde Reich von der Gauleitung mit der Programmgestaltung und der künstlerischen Leitung beauftragt. Er war auch mit der künstlerischen Leitung der Internationalen Rennwochen um das Braune Band von Deutschland auf der Galopprennbahn Riem mit Rahmenprogramm beauftragt. In dieser Funktion gestaltete er unter anderem den Jubiläumsumzug am 25. Juli 1936 bei der Veranstaltung „500 Jahre deutsche Pferderennen in München“. Er war mehrfach mit Bildern bei der Großen Deutschen Kunstausstellung im Haus der Deutschen Kunst vertreten. Reich war 1939 am Überfall auf Polen beteiligt. Bilder davon zeigte er 1940 in der Berliner Ausstellung Polenfeldzug in Bildern und Bildnissen.

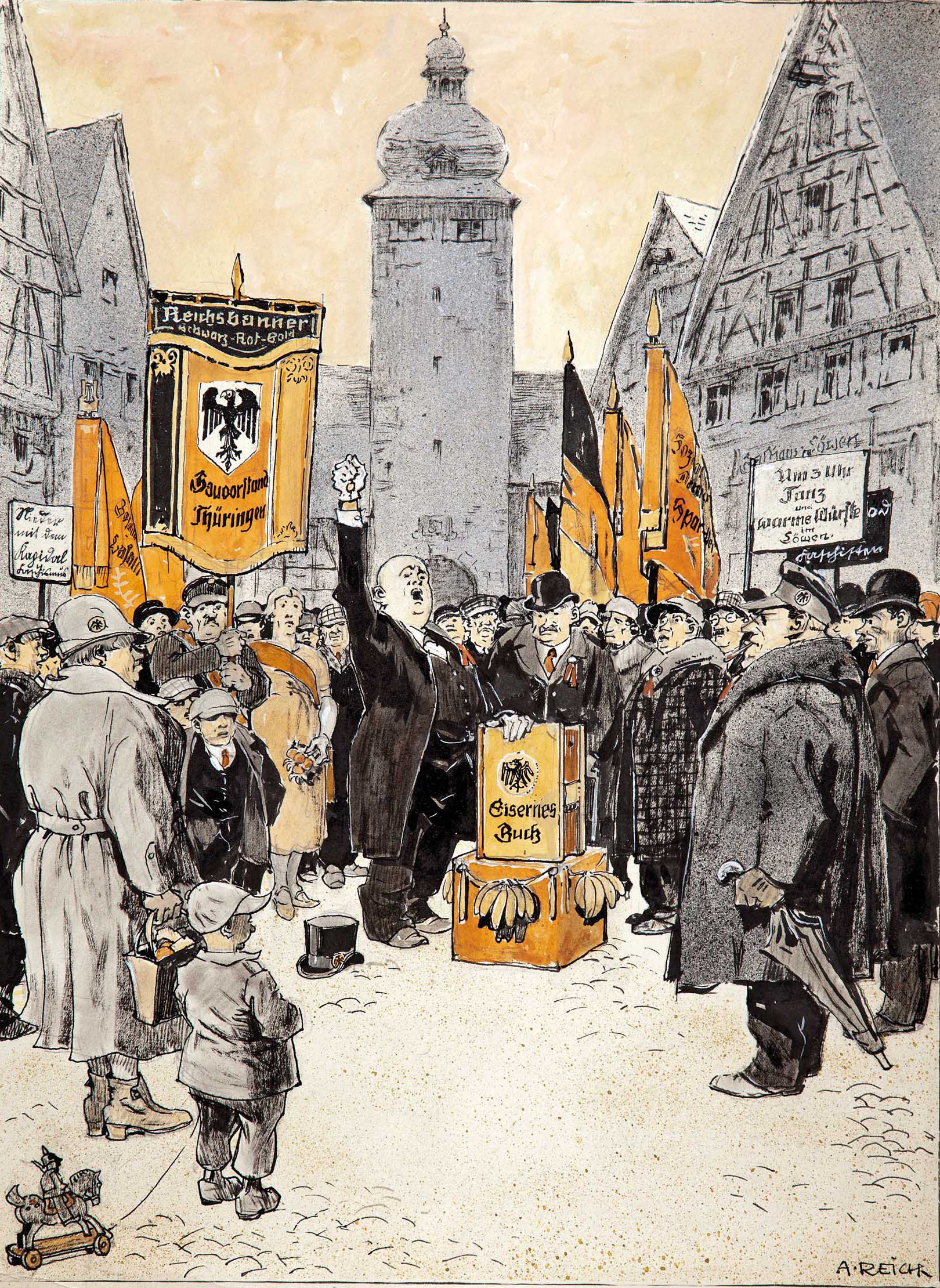
Eiserne Front-Feier (1931)
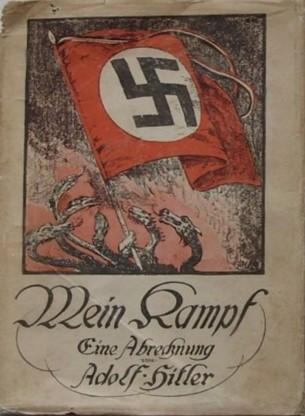
Einbandentwurf für Mein Kampf
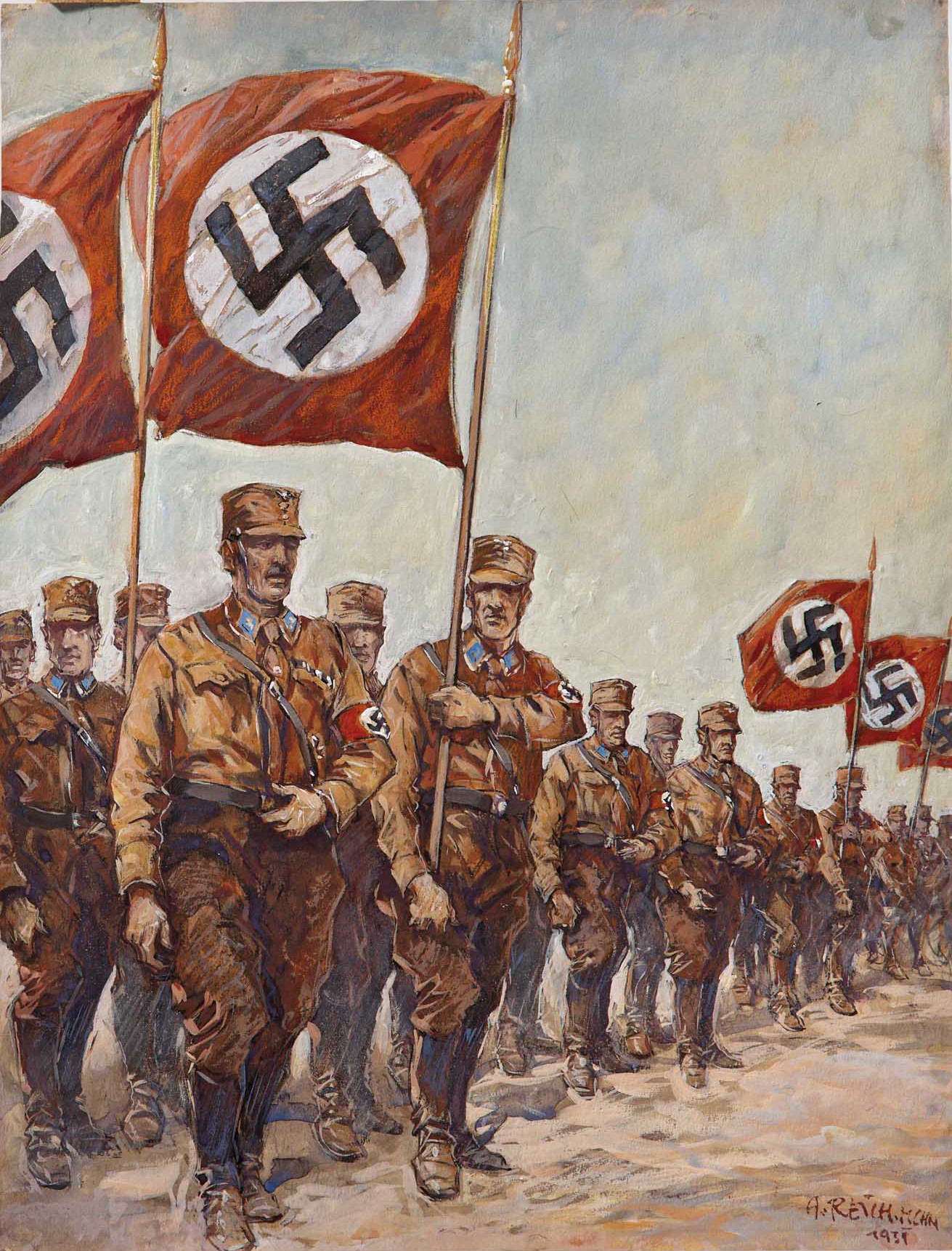
Die lebendige Front (1931)
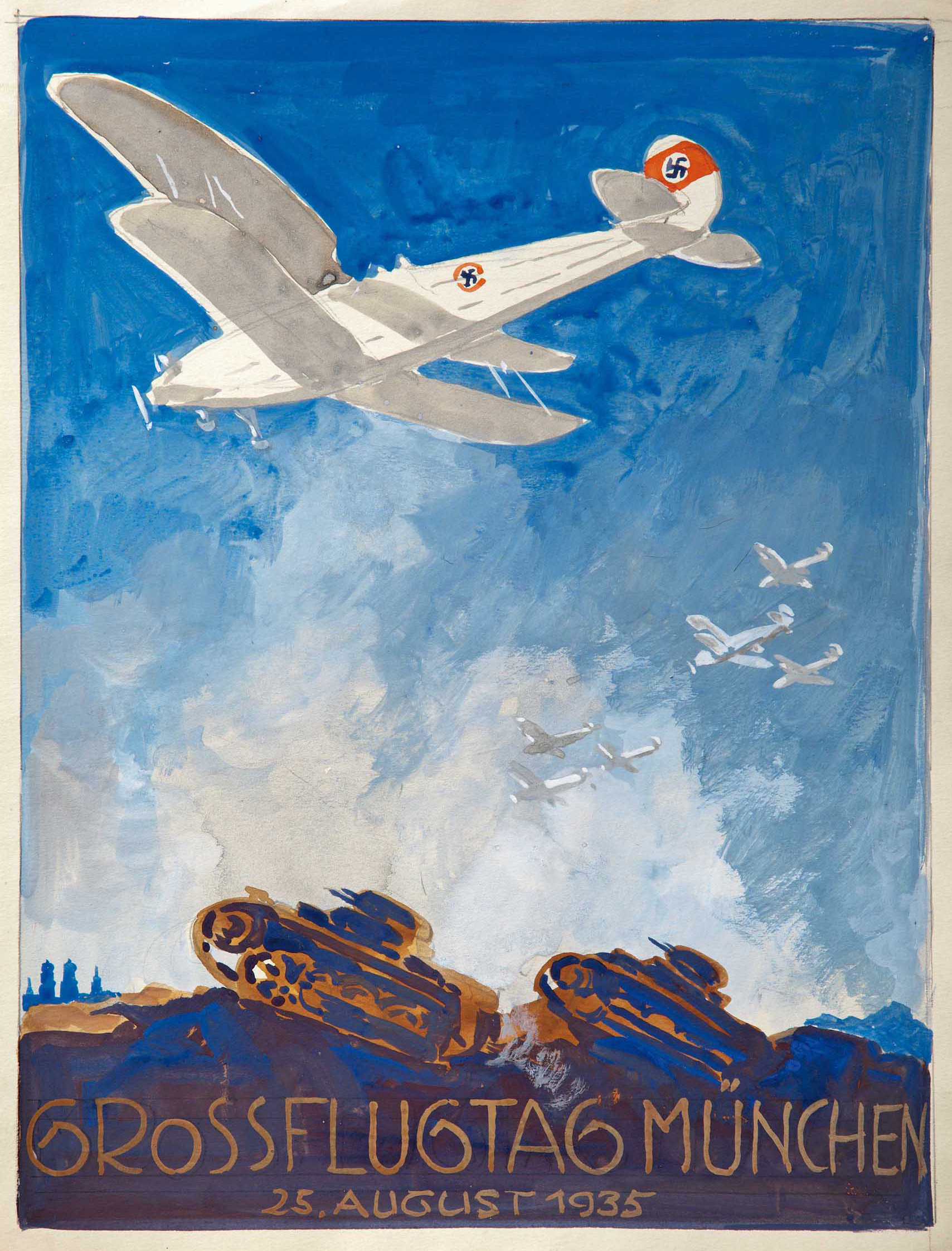
Grossflugtag München 25. August 1935 (Plakat)
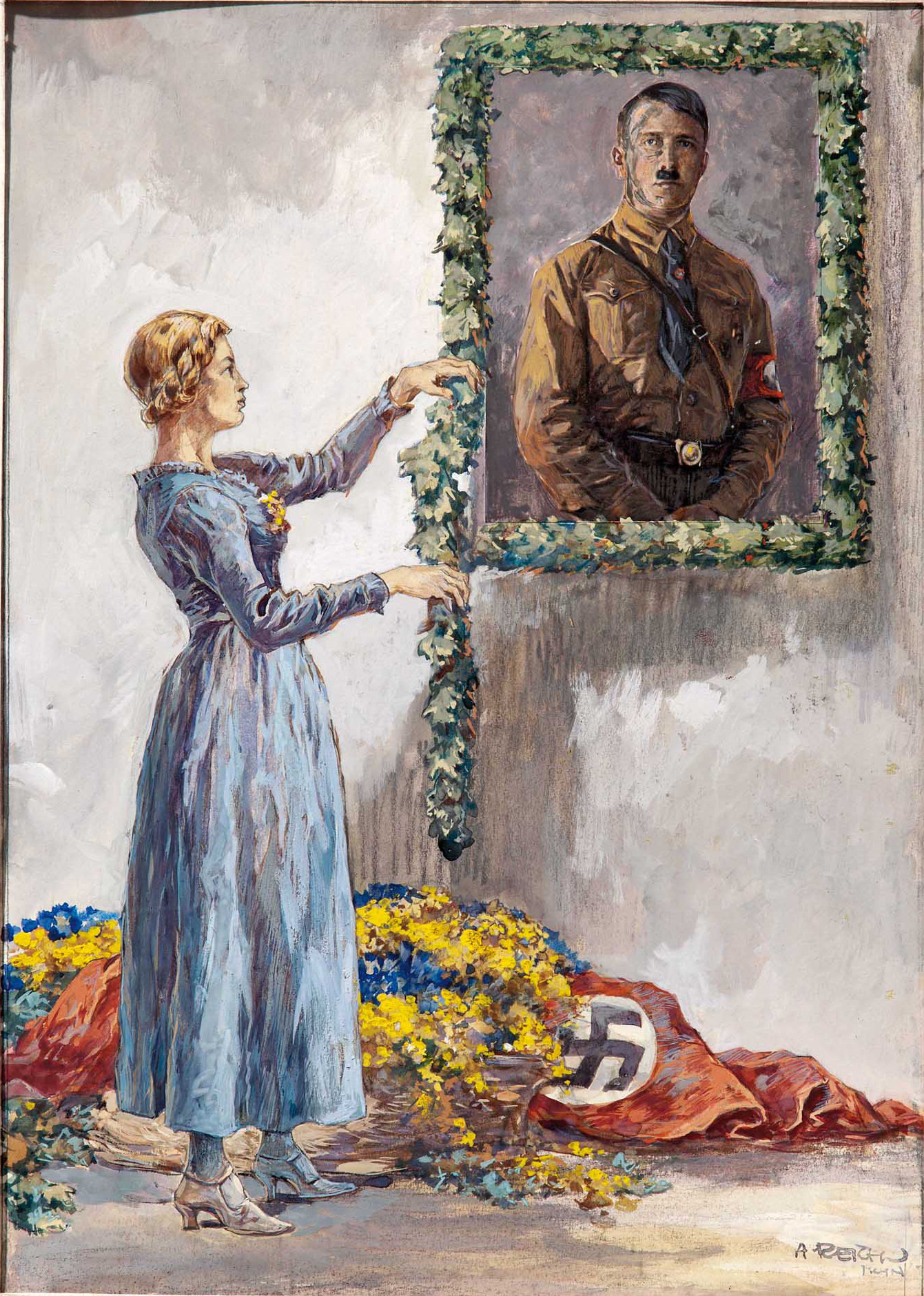
Hitler-Gemälde

### Tod

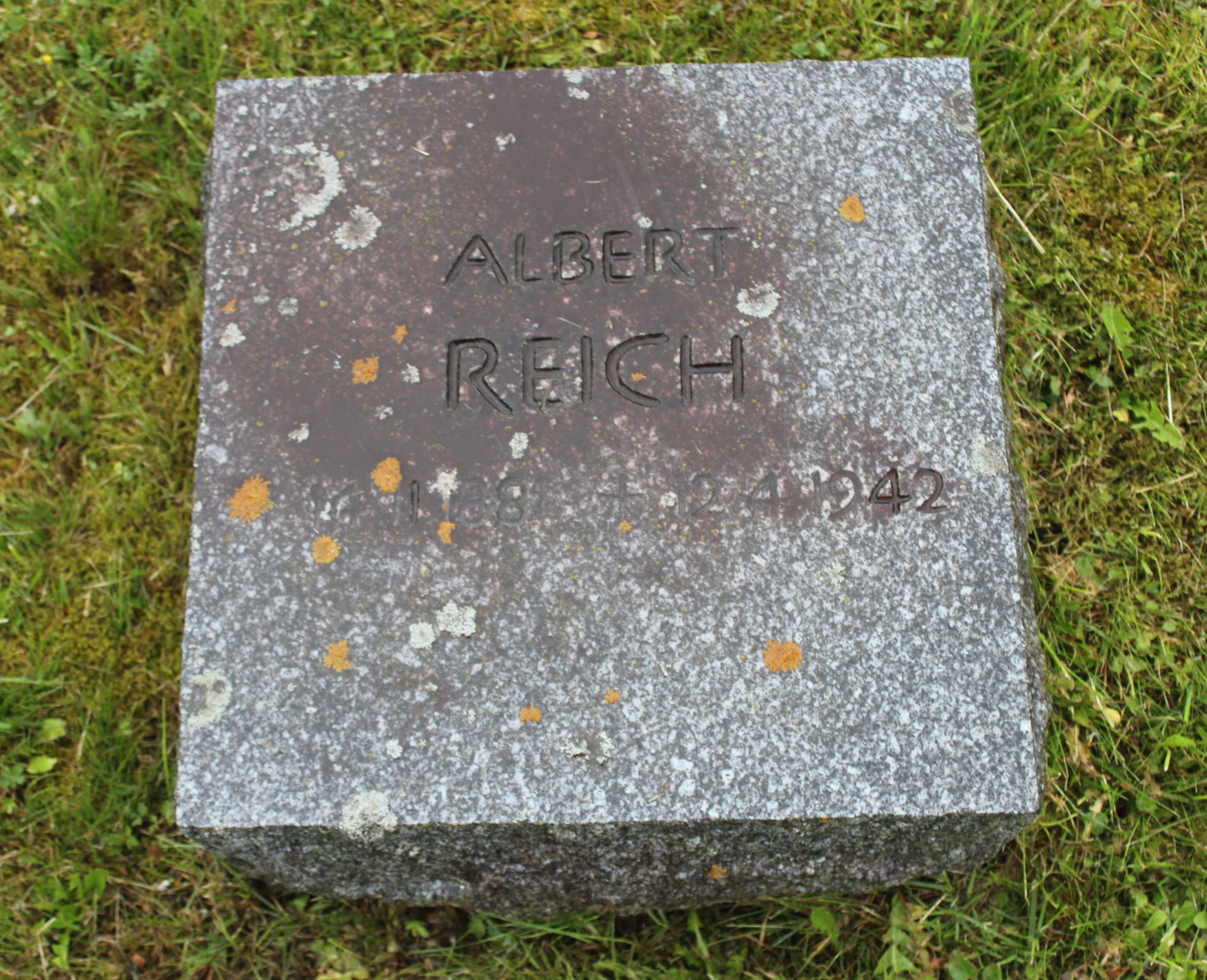
Grabstein auf dem Waldfriedhof

Als Albert Reich im April 1942 im Alter von 61 Jahren überraschend starb, ließ Adolf Hitler zur Beisetzung nicht nur einen Kranz schicken, sondern ernannte den Maler auch posthum zum Professor. Der Völkische Beobachter schrieb in einem Nachruf nur kryptisch, Reich sei einem „tückischen Leiden erlegen“.
Reich wurde auf der Kriegsgräberstätte beim Waldfriedhof (Reihe 63; Grab 24) in München-Hadern beigesetzt.

## Ehrungen und Kritik
Im März 1942 beantragte das Amt Rosenberg, Albert Reich zum Professor zu ernennen; er sei seit 1921 als Maler, SA-Mann und politischer Kämpfer für die Bewegung tätig gewesen. Adolf Hitler verlieh ihm 1942 kurz nach seinem Tod in Anerkennung seines Schaffens den Professorentitel.
Kurz nach dem Jahrtausendwechsel wurde Reichs Bedeutung für seine Heimatstadt aufgrund seiner NS-Kunst zunehmend kritisiert. Eine nach ihm in den 1950er Jahren benannte Straße im Stadtteil Wolfstein seiner Geburtsstadt Neumarkt wurde nach mehrjähriger Diskussion 2011 umbenannt. Der Bausenat stimmte letztendlich im November 2010 einem Antrag der Freien Liste Zukunft (FLitZ) auf Umbenennung einstimmig zu. Man hatte bereits eine Zusatztafel unter dem Straßenschild angebracht, auf der erwähnt war, dass Reich ein „Verhängnisvoller Förderer des Nationalsozialismus“ gewesen sei. Außer Reich galt auch noch der evangelische Theologe gleichen Namens als Namensgeber.
Die Straße wurde 2011 nach dem Kioskbetreiber und Mitgründer des Neumarkter SPD-Ortsvereins Josef Geiß benannt, der 1933 zusammen mit anderen Sozialdemokraten ins KZ Dachau verschleppt wurde. Geiß zog 1937 weg aus der Stadt.

## Bildbände und Illustrationen
Reich gab mehrere Bildbände heraus und illustrierte neben Büchern mehrere Beiträge in Zeitungsartikeln und Propaganda-Broschüren. Er entwarf Plakate und Postkartenmotive. Erdal gab 1934 ein Bilder-Sammelalbum mit dem Titel Weltkrieg 1914/18 mit Bildern Reichs heraus.

### Eigene Veröffentlichungen
- Mit meinem Corps durch Serbien: Ein Kriegstage- und Skizzenbuch. R. Oldenbourg Verlag, München und Berlin 1916.
- Verdun: Ein Kriegsskizzenbuch. Lucas-Verlag, München 1916. (Vorwort: Franz Carl Endres)
- Durch Siebenbürgen und Rumänien: Ein Gedenkwerk für („Gruppe Krafft“ und) rumänische Kriegsteilnehmer. Lucas-Verlag, München 1917.
- Unser deutsches Alpenkorps in Tirol: Ein Erinnerungswerk. Verlag Jos. C. Huber, Dießen am Ammersee 1917.
- Gegen Italien mit dem deutschen Alpenkorps: Ein Erinnerungswerk. Selbstverlag, München 1918. (Text von Karl Reich)
- Gegen Italien mit der 14. Armee: Ein Erinnerungswerk. Selbstverlag, München 1918. (Text von Karl Reich)
- Das Deutsche Alpenkorps im Westen und Rückmarsch in Serbien: Ein Erinnerungswerk für Kriegsteilnehmer (im Felde beim Alpenkorps) mit 130 Bildern. Bayerisches Kriegsarchiv, München 1926.
- Aus Adolf Hitlers Heimat. Eher-Verlag, München 1933. (Geleitwort von Oscar Robert Achenbach und mit Aufnahmen von Lisbeth Reich)
- Dietrich Eckart, ein deutscher Dichter und der Vorkämpfer der Völkischen Bewegung. Eher-Verlag, München 1933. (mit Neuaufnahmen von Lisbeth Reich)
- Vom 9. November 1918 zum 9. November 1923 : Die Entstehung der deutschen Freiheitsbewegung. Eher-Verlag, München 1933. (Text von Oscar Robert Achenbach)
- Von deutscher Art und deutscher Tat: Das Buch d. Hitlerjugend von Albert Reich. Eher-Verlag, München 1934 (Erstauflage). (Text: Joseph Berchtold)
- Französisch-Flandern und Artois. Ein Kriegserinnerungswerk 1940–41. Eher-Verlag, München 1942. (Enthält auch Stiche von Adam Frans van der Meulen u. a.)

### Buchillustrationen
- Friedrich Thieme: Die Weihnachts-Kiste und andere Humoresken. Habbel-Verlag, Regensburg 1911. (auch mit Illustration von Elisabeth Sellschopp)
- Franz Drexl: Die Befreiungskriege: 1813–1815 / Dem deutschen Volke erzählt. Habbel-Verlag, Regensburg 1913 (Erstauflage).
- Josef Schuberth: Singt! Teil 4: Ein-, zwei-, drei- und vierstimmige. Lieder, Arien und Balladen für höhere Lehranstalten und für Haus zusammengestellt. Koch Verlag, Nürnberg 1914 (Erstauflage).
- Johann Peter: Volksedlinge: ein Heldenbuch für die deutsche Jugend. Lucas-Verlag, München 1916.
- J[ohann] B[aptist] Laßleben: Du deutsches Kind! Eine Gabe für unsere Jugend. Hochwald-Verlag, München 1919.
- J. B. Laßleben: Abenteuer im Walde. Für die deutsche Jugend. Hochwald-Verlag, München 1919.
- Margarete Gebhardt: Sagen und Geschichten aus der Lausitz: Für die Jugend erzählt. (Heftreihe). Rauert & Pittius, Sorau 1921–1923.
- Franz Xaver von Schönwerth: Die Rübenprinzessin und andere Märchen: Nacherzählt von Oberlehrer J. B. Laßleben. Michael Laßleben, Kallmünz o. J. [1923].
- Reichsarchiv (Hrsg.): Die Tragödie von Verdun 1916. 1. Teil. Die deutsche Offensivschlacht. Verlag Gerhard Stalling, Oldenburg/Berlin 1926.
- Konrad Krafft von Dellmensingen: Der Durchbruch am Isonzo. (Zweiteiliges Werk). Verlag Gerhard Stalling, Oldenburg/Berlin 1926 (Tl. 1)/1928 (Tl. 2).
- Werner Beumelburg: Loretto. Dargestellt auf Grund einer historischen Studie von Wolfgang Fürstner. Verlag Gerhard Stalling, Oldenburg 1927.
- Thilo von Bose: Das Marnedrama 1914. (vierteiliges Werk). Verlag Gerhard Stalling, Oldenburg 1928.
- Hans Zöberlein: Der Glaube an Deutschland: ein Kriegserleben von Verdun bis zum Umsturz. Eher-Verlag, München 1931 (Erstauflage).
- Oberste SA-Führung (Hrsg.): SA-Liederbuch. Verlag Jos. C. Huber, Dießen am Ammersee 1933. (Vorwort von Ernst Röhm)
- Hans Zöberlein: Der Befehl des Gewissens: Ein Roman von den Wirren der Nachkriegszeit und der ersten Erhebung. Eher-Verlag, München 1937 (Erstauflage).
- Otto Doderer: Das Landserbuch: Heiteres und Besinnliches aus den Feldzeitungen des Weltkrieges; Die Frontsoldaten von 1914–1918 ihren Kameraden von 1939–1940. Verlag Gerhard Stalling, Oldenburg 1940.